# 上田現
上田 現（うえだ げん、1961年3月3日 - 2008年3月9日）は、日本のシンガーソングライター、作曲家、音楽プロデューサー。兵庫県宝塚市出身。ミュージック・タブロイド所属。

## 略歴
- 1986年 - レピッシュのキーボーディストとして、「パヤパヤ」でメジャーデビュー。バンド在籍時には、永瀬正敏に楽曲を提供している。
- 2002年 - レピッシュを脱退し、ソロ歌手、音楽プロデューサーに転向。同時に、ギターを使用するようになる。この時は、元ちとせをプロデュースし、メジャーデビューシングル「ワダツミの木」をヒットさせる。
- 2003年 - ソロアルバム『十秒後の世界』をリリース。このアルバムで「ワダツミの木」をセルフカバー。
- 2006年 - 10月に肺癌と診断され、余命3か月を宣告される。病名は「腰痛」と公表し、闘病のため音楽活動を休止。
- 2007年 - レピッシュの20周年記念ライブに参加。フジテレビ系列『僕らの音楽-OUR MUSIC-』で伊藤ふみお率いる「KEMURI」と共演した。
- 同年 映画『追悼のざわめき』（松井良彦監督・1988年公開作品）のデジタルリマスターに際して、版権の問題でオリジナルの楽曲が使えなかったため、二曲提供[1]。
- 2008年3月9日 - 肺癌のため死去。47歳没。死の直前、家族に「僕はシリウスになって家族を見守っている」と言葉を遺した。

## ディスコグラフィ

### アルバム
- コリアンドル（1991年6月21日、VICL-161）
- 森の掟（1996年3月23日、VICL-754 ）
- 夕焼けロック（2001年5月16日、BECA-3001）
- 十秒後の世界（2003年11月5日、SICL-65）
- Atlas（2008年9月24日、VICL-62998 / VIZL-301（初回限定盤））
  - 上田現が遺した5枚目のアルバム用の音源を基に、レピッシュのギター杉本恭一を筆頭とする上田を取り巻く音楽関係者によって制作されたアルバム。
- Sirius〜Tribute to UEDA GEN〜（2008年9月24日、 VICL-62999）
  - 元ちとせやレピッシュをはじめ、奥田民生、THE BOOM、BUCK-TICKらが参加して制作されたトリビュートアルバム。
- 十秒後の世界（2008年9月24日、DYCL-95）
  - ソニー・ミュージックダイレクトのオーダーメイドファクトリーによる復刻版。ボーナス・トラックとして「夜行」のフルサイズ・ヴァージョン（初CD音源化）が収録されている。
- キコエルカイ〜THE BEST OF UEDA GEN〜（2009年3月18日、VICL-63285 / VIZL-332(CD+DVD)）
  - ベストアルバム。

## 提供楽曲
- 伊藤ふみお
  - アルバム『変わりつづける景色の中を』（作曲・編曲、ただし「Walk on the wild side」は編曲のみ）
  - 此処に居て笑うということ（作曲・編曲）
- 永瀬正敏
  - 凍結 （作詞：永瀬正敏／作曲・編曲：上田現）
- 元ちとせ
  - 「約束」、「竜宮の使い」、「ワダツミの木」、「ハイヌミカゼ」、「トライアングル」、「千の夜と千の昼」、「月齢17.4」、「月を盗む」、「羊のドリー」、「恐竜の描き方」、「祈り」、「カッシーニ」（作詞・作曲・編曲）
  - ウルガの丘（編曲）
- 川村結花
  - ピアノの墓場（作詞：上田現／作曲：川村結花）
- core of soul
  - 粉雪の気持ち（作詞：Fukko／作曲：Fukko＆上田現／編曲：上田現）
- 藤岡正明
  - 「voice」、「僕の思いは目的もなく月に刺さる」、「レジスター」（作詞・作曲・編曲：上田現）
- イーフェイ
  - 世界の秘密（作詞・作曲・編曲：上田現）
- 野沢直子
  - 牛乳マンボ （作曲/上杉狂現 名義で杉本恭一との合作）
- 水戸華之介 
  - そういうメルヘン（作詞：水戸華之介／作曲：上田現）
- 種ともこ
  - Tree（作詞：上田現／作曲・編曲：桜井鉄太郎）